# Marian Bublewicz
Marian Grzegorz Bublewicz, né le 25 août 1950 et mort le 20 février 1993 , est un pilote de rallye polonais.

## Biographie
Il débuta la compétition automobile en 1975, l'année même de son premier titre national.
Il reste le plus titré des pilotes de son pays dans son championnat national, avec 7 couronnes absolues (Sobieslaw Zasada n'en obtint que 3, pour 11 titres toutes catégories confondues), réparties sur 17 années avec 5 constructeurs différents.
Il est mort quelques mois à peine après la conquête de son dernier titre.
Sa fille Beata est députée au parlement polonais depuis 2005.

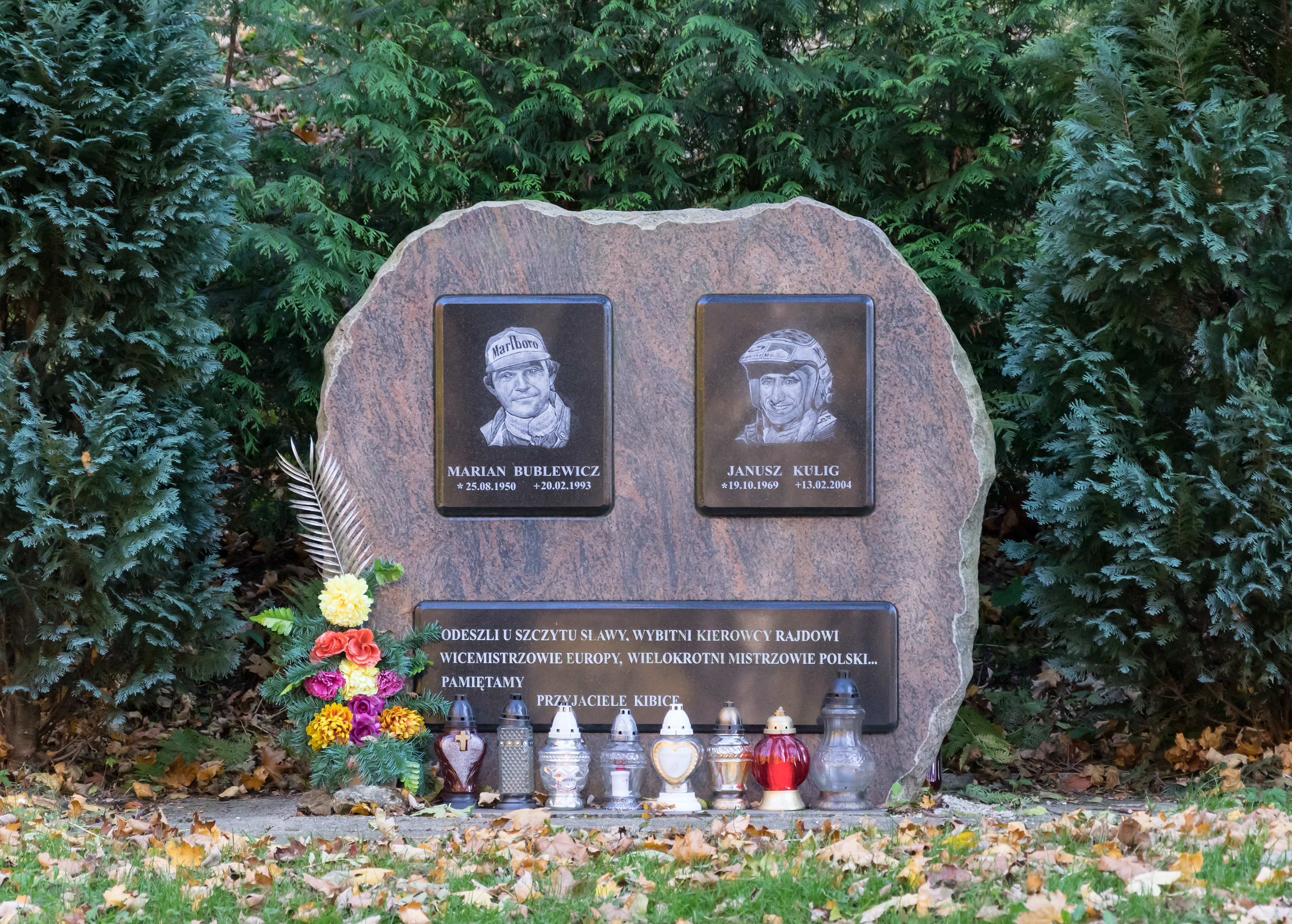
Monument à Walim

## Palmarès

### Titres
- Septuple Champion de Pologne des rallyes,  en 1975 (sur Fiat 125p), 1983 (sur Opel Kadett GT/E), 1987 (sur Polonez 2000), 1989 et 1990 (sur Mazda 323 4WD), et enfin 1991 et 1992 (sur Ford Sierra RS Cosworth);
  - Vice-champion d'Europe des rallyes en 1992, sur Ford Sierra RS Cosworth 4x4 (avec Grzegorz Gac pour le Marlboro team de Pologne) (5 podiums en 6 courses référencées).